# Wake up and Smell the Coffee
Wake up and Smell the Coffee es el quinto álbum de estudio de la banda irlandesa The Cranberries, publicado el 22 de octubre de 2001. A nivel mundial, el álbum ha vendido 1.300.000 copias. La portada del álbum fue diseñada por Storm Thorgerson, que también diseñó la portada de su álbum anterior, Bury the Hatchet.
Este disco incluye como primer sencillo «Analyse», el cual formó parte de la banda sonora de la serie de televisión estadounidense Smallville. El segundo sencillo fue «Time is Ticking Out» y el tercero «This is The Day».      
Este es el único álbum de la banda con MCA Records. Fueron trasladados a MCA después de la fusión de PolyGram, que a su vez era la dueña de su sello anterior, Island Records, con MCA, matriz de Universal Music Group, en 1999.

## Lista de canciones
Toda la música compuesta por Dolores O'Riordan y Noel Hogan excepto en las canciones 1, 2, 5, 6, 8, 10, 11 y 12, que son de Dolores O'Riordan. 
| N.º   | Título                                                        | Duración |  |
| 1.    | «Never Grow Old»                                              | 2:35     |  |
| 2.    | «Analyse»                                                     | 4:10     |  |
| 3.    | «Time is Ticking Out»                                         | 2:59     |  |
| 4.    | «Dying Inside»                                                | 3:10     |  |
| 5.    | «This is The Day»                                             | 4:15     |  |
| 6.    | «The Concept»                                                 | 3:03     |  |
| 7.    | «Wake Up and Smell the Coffee»                                | 5:15     |  |
| 8.    | «Pretty Eyes»                                                 | 3:48     |  |
| 9.    | «I Really Hope»                                               | 3:42     |  |
| 10.   | «Every Morning»                                               | 2:24     |  |
| 11.   | «Do You Know»                                                 | 3:09     |  |
| 12.   | «Carry On»                                                    | 2:21     |  |
| 13.   | «Chocolate Brown»                                             | 3:32     |  |
| 14.   | «Cape Town» (pista oculta, solo en la versión estadounidense) | 2:49     |  |
| 39:24 |                                                               |          |  |

## Canciones adicionales
Versión internacional:

14. Salvation (en vivo)

15. In the Ghetto

Versión para el Reino Unido:

14. Dreams (en vivo)

15. Promises (en vivo)

16. In the Ghetto

Versión para Japón:

14. I Can't Be With You (en vivo)

15. Zombie (en vivo)

16. In the Ghetto

Temas extras para la edición (vídeo-CD) de la gira asiática:
1. This Is the Day (vídeo)
2. Time Is Ticking Out (vídeo)
3. Analyse (vídeo)
4. Many Days
5. Cape Town
6. Shattered (en vivo)
7. Loud and Clear (en vivo)
8. Analyse (remezcla extendida Oceanic)
9. Time Is Ticking Out (remezcla De Vries)

### Caras B
| Canción         | Notas |
| --------------- | --- |
| «In the Ghetto» | En todos los lanzamientos del álbum fuera de los Estados Unidos, «Cape Town» fue reemplazada por una versión de Elvis Presley, «In the Ghetto», e incluyó una o dos canciones en vivo (del concierto en París de 1999 que aparece en el DVD de la banda, Beneath the Skin). |
| «Cape Town»     | Lanzada en el disco adicional de la versión del álbum para el sudeste de Asia y como canción extra en la versión estadounidense. |
| «Many Days»     | Fue lanzada originalmente como descarga digital en el sitio oficial del grupo. Después se incluyó en el disco adicional de la versión del álbum lanzada en el sudeste asiático.                                                                                             |
| «Such a Waste»  | Incluida en el sencillo «This is The Day». |
| «7 Years»       | Lanzada en una promoción del álbum de estudio «Wake up and Smell the Coffee». |

## Miembros
- Dolores O'Riordan: voz, teclista y guitarra rítmica.
- Noel Hogan: guitarra líder.
- Mike Hogan: bajo eléctrico.
- Fergal Lawler: batería.